# Fragment de la decoració mural del celler de les Galeries Laietanes
Fragment de la decoració mural del celler de les Galeries Laietanes és una pintura (tremp traspassat a tela) de 83 × 70 × 4 cm realitzada per Francesc Xavier Nogués i Casas a Barcelona l'any 1915, la qual es troba al Museu Nacional d'Art de Catalunya.

## Context històric i artístic
L'any 1915, Santiago Segura i Burguès, promotor de les Galeries Laietanes, va encarregar a Xavier Nogués la decoració mural del celler, que esdevindria lloc de reunió d'artistes i escriptors noucentistes. Aquestes pintures, totes de temes al·lusius al vi, van ésser arrencades i fragmentades durant la dècada del 1940. El conjunt que conserva el MNAC (integrat per 38 fragments) recull la major part d'aquesta decoració mural.
Fou adquirit el 1947.

## Descripció
El vessant popular i irònic de la trajectòria artística de Nogués, que s'havia manifestat a bastament amb els dibuixos publicats entre el 1909 i el 1911 al setmanari Papitu, va trobar en les parets del celler de les Galeries Laietanes el marc idoni per a dur a terme una de les obres més singulars i atractives de l'art català. Si les fotografies que es conserven permeten apreciar el caràcter decoratiu del conjunt, estructurat a partir d'elements arquitectònics ficticis que dividien ordenadament l'espai, cada un dels fragments evidencia el to humorístic de les entranyables figures de borratxos. Nogués va sintetitzar les febleses humanes i els va donar una força expressiva extraordinària amb el color blau, que, aplicat amb pinzellades gruixudes i barroeres, produeix un efecte sorprenent. Els homenots, divertits, grotescos, malgirbats, amb una copa o un instrument musical a la mà, són, en definitiva, el reflex d'un món cordial i amable en el qual no tenen lloc ni la crítica ni la misèria.